# Palača Bosch
Palača Bosch je palača izgrađena u francuskom neoklasicističkom stilu, a nalazi se u četvrti Palermo u argentinskoj prijestolnici Buenos Airesu.

## Povijest
Ovu palaču je 1910. godine naručio Ernesto Bosch, veleposlanik te prvi guverner argentinske narodne banke. Nakon isteka šestogodišnjeg mandata kao argentinski veleposlanik u Francuskoj, Bosch se sa suprugom Elisom vraća u domovinu. Budući da oboje potječu iz bogatih zemljoposjedničkih obitelji, bračni par je htio dočarati svoje godine u Parizu. Tako su od francuskog arhitekta Renéa Sergenta naručili da im dizajnira vilu. Sam Ernesto Bosch posvetio se zajedničkom projektu nakon što je 1914. godine podnio ostavku kao ministar vanjskih poslova. Također, angažirani su i pariški dizajner interijera André Carlhian te dizajneri krajolika Achille Duchêne i Carlos Thays.
Palača je dovršena 1917. godine s površinom od 3.700 m² te je za nju interes pokazao američki veleposlanik Robert Woods Bliss. U konačnici, zgrada je 1929. prodana State Departmentu kao zgrada veleposlanstva i rezidencija veleposlanika za oko tri milijuna dolara. Razlog tome bila je velika gospodarska kriza koja je pogodila i obitelj Bosch.
1969. godine američko veleposlanstvo je promijenilo adresu dok je palača Bosch postala isključivo rezidencija američkog veleposlanika. Dosad ju je posjetio niz američkih predsjednika kao što su Franklin Roosevelt (1936.), Dwight Eisenhower (1960.), George H. W. Bush (1994.) i Barack Obama (2016.).

## Vanjske poveznice
- El besamanos del Día de la Independencia en el Palacio Bosch  Arhivirana inačica izvorne stranice od 5. ožujka 2016. (Wayback Machine)
- El Palacio Bosch
- Patrimonio y diplomacia  Arhivirana inačica izvorne stranice od 26. travnja 2016. (Wayback Machine)

### Drugi projekti
|  | Zajednički poslužitelj ima još gradiva o temi Palača Bosch |